# Карло Летиця
Карло Летиця (хорв. Karlo Letica, нар. 11 лютого 1997, Спліт) — хорватський футболіст, воротар румунського клубу «Германнштадт».

## Клубна кар'єра
Карло Летиця народився у Спліті. Розпочав займатия футболом у нижчоліговому клубі «Оміш», пізніше перейшов до молодіжної команди «Хайдука» із свого рідного міста. з 2014 року знаходився у складі головної команди, проте для набуття ігрової практики молодий футболіст спочатку грав у другій команді клубу, а в 2015 році його віддали в оренду до нижчолігового клубу «Мосор», в якій він зіграв у 16 матчах. У другій половині року Летиця грав у оренді в іншому нижчоліговому клубі «Валь», у складі якого зіграв 13 матчів. У 2016 році він грав у оренді в клубі «Рудеш», у складі якого провів 18 матчів.
у серпні 2017 року Карло Летиця повернувся до основної команди «Хайдука», та дебютував у основному складі в переможному для його команди матчі з клубом «Славен Белупо», в якому він залишив свої ворота сухими. 11 березня 2018 року Карло Летиця забив свій перший гол у професійних змаганнях, відзначившись у доданий час у грі з командою «Істра 1961», чим приніс перемогу своїй команді з рахунком 3-2.
15 червня 2018 року Летиця уклав контракт на 4 роки з бельгійським клубом «Брюгге». Станом на 20 липня 2019 року відіграв за команду з Брюгге 12 матчів в національному чемпіонаті. У складі команди став у 2018 році володарем Суперкубка Бельгії, відстоявши весь матч у рамці воріт.
Влітку 2019 року, провівши за сезон у Брюгге 12 матчів чемпіонату, був відданий в оренду до італійського клубу СПАЛ. В сезоні 2019/20 захищав ворота його команди у 10 матчах Серії A, не допомігши команді зберегти місце в елітному італійському дивізіоні. 
5 жовтня 2020 року повернувся до Італії, де також на орендних умовах приєднався до «Сампдорії». До завершення сезону 2020/21 взяв участь в одній грі Серії A, після чого влітку 2021 року повернувся до «Брюгге». У 2021 році Летиця перейшов до румунського клубу «ЧФР Клуж», який цього року виграв чемпіонат країни, втім румунський воротар зіграв у сезоні лише 4 матчі чемпіонату. З 2022 року Карло Летиця грає в іншому румунському клубі «Германнштадт».

## Виступи за збірні
2015 року дебютував у складі юнацької збірної Хорватії (U-19), загалом на юнацькому рівні взяв участь у 14 іграх, пропустивши 15 голів. У складі збірної брав участь у юнацькому чемпіонаті Європи 2016 року.
У 2017 році залучався до складу молодіжної збірної Хорватії. На молодіжному рівні зіграв в одному офіційному матчі проти молодіжної збірної Австрії.
У травні 2018 році Карло Летицю включили до розширеного списку кандидатів до національної збірної країни з 32 гравців для участі в чемпіонаті світу в Росії, утім до остаточного списку з 23 гравців Летиця не потрапив.

## Статистика виступів

### Статистика клубних виступів
Станом на 26 травня 2021
| Сезон              | Команда            | Чемпіонат          | Чемпіонат | Чемпіонат | Національний кубок | Національний кубок | Національний кубок | Континентальні кубки | Континентальні кубки | Континентальні кубки | Інші змагання | Інші змагання | Інші змагання | Усього | Усього |
| Сезон              | Команда            | Ліга               | Ігор      | Голів     | Ліга               | Ігор               | Голів              | Ліга                 | Ігор                 | Голів                | Ліга          | Ігор          | Голів         | Ігор   | Голів  |
| ------------------ | ------------------ | ------------------ | --------- | --------- | ------------------ | ------------------ | ------------------ | -------------------- | -------------------- | -------------------- | ------------- | ------------- | ------------- | ------ | ------ |
| 2016-лют. 2017     | «Рудеш»            | 2. ХФЛ             | 18        | -14       | КЧ                 | 2                  | -1                 | -                    | -                    | -                    | -             | -             | -             | 20     | -15    |
| 2017–18            | «Хайдук» (Спліт)   | 1. ХФЛ             | 19        | 1; -14    | КЧ                 | 3                  | -1                 | ЛЄ                   | 0                    | 0                    | -             | -             | -             | 22     | 1; -15 |
| 2018–19            | «Брюгге»           | Л1                 | 12        | -13       | КБ                 | 0                  | 0                  | ЛЧ+ЛЄ                | 3+0                  | -5 + -0              | СБ            | 1             | -1            | 16     | –      |
| лип.-серп. 2019    | «Брюгге»           | Л1                 | 0         | 0         | КБ                 | 0                  | 0                  | ЛЧ                   | 0                    | 0                    | -             | -             | -             | 0      | 0      |
| Усього за «Брюгге» | Усього за «Брюгге» | Усього за «Брюгге» | 12        | -13       |                    | 0                  | 0                  |                      | 3                    | -5                   |               | 1             | -1            | 16     | –      |
| серп. 2019–20      | СПАЛ               | A                  | 10        | -29       | КІ                 | 0                  | 0                  | -                    | -                    | -                    | -             | -             | -             | 10     | -29    |
| 2020–21            | «Сампдорія»        | A                  | 1         | 0         | КІ                 | 1                  | 0                  | -                    | -                    | -                    | -             | -             | -             | 2      | 0      |
| Усього за кар'єру  | Усього за кар'єру  | Усього за кар'єру  | 60        | 1; -70    |                    | 6                  | -2                 |                      | 3                    | -5                   |               | 1             | -1            | 70     | 1; -78 |

## Титули і досягнення
- Володар Суперкубка Бельгії (1):

«Брюгге»: 2018
- Чемпіон Румунії (1):

ЧФР (Клуж-Напока): 2021-22